# Ruta dels rellotges de sol d'Otos
La Ruta dels rellotges de sol és una ruta cultural vinculada a la localitat valenciana d'Otos, a la Vall d'Albaida. Des de la seua creació, s'ha convertit en un dels atractius turístics de la localitat.
La ruta es va posar en marxa l'any 2005, per iniciativa de l'artista Rafael Amorós i l'escriptor Joan Olivares, veí de la vila. Consisteix en una trentena de rellotges de sol repartits pel nucli urbà, i dissenyats per artistes valencians de la talla d'Arcadi Blasco, Manuel Boix, Andreu Alfaro, Elisa Martí, Artur Heras, Toni Miró o el propi Rafael Amorós.

## Rellotges de la ruta

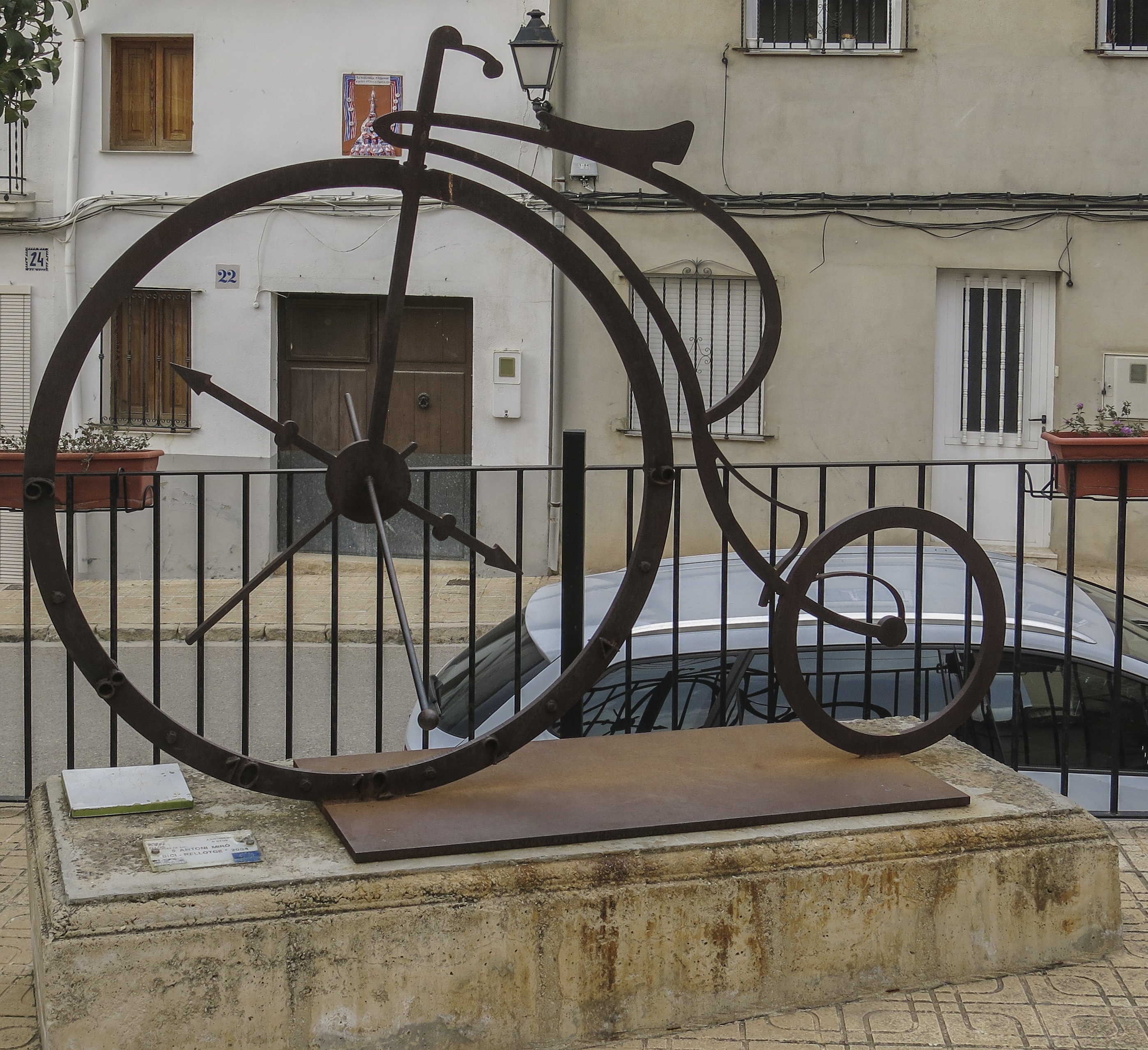
Rellotge bicicleta d'Antoni Miró
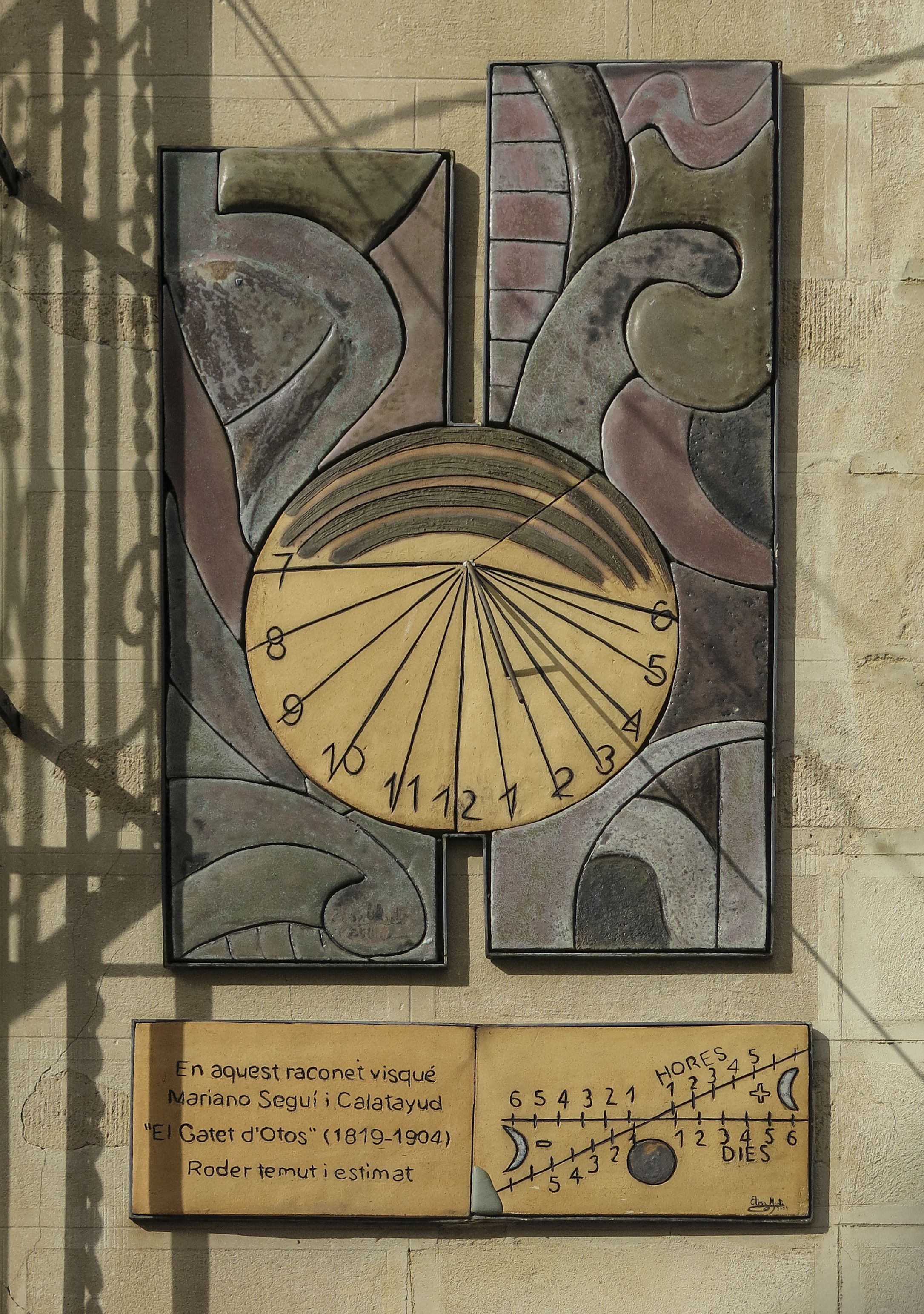
Unió d'Elisa Martí
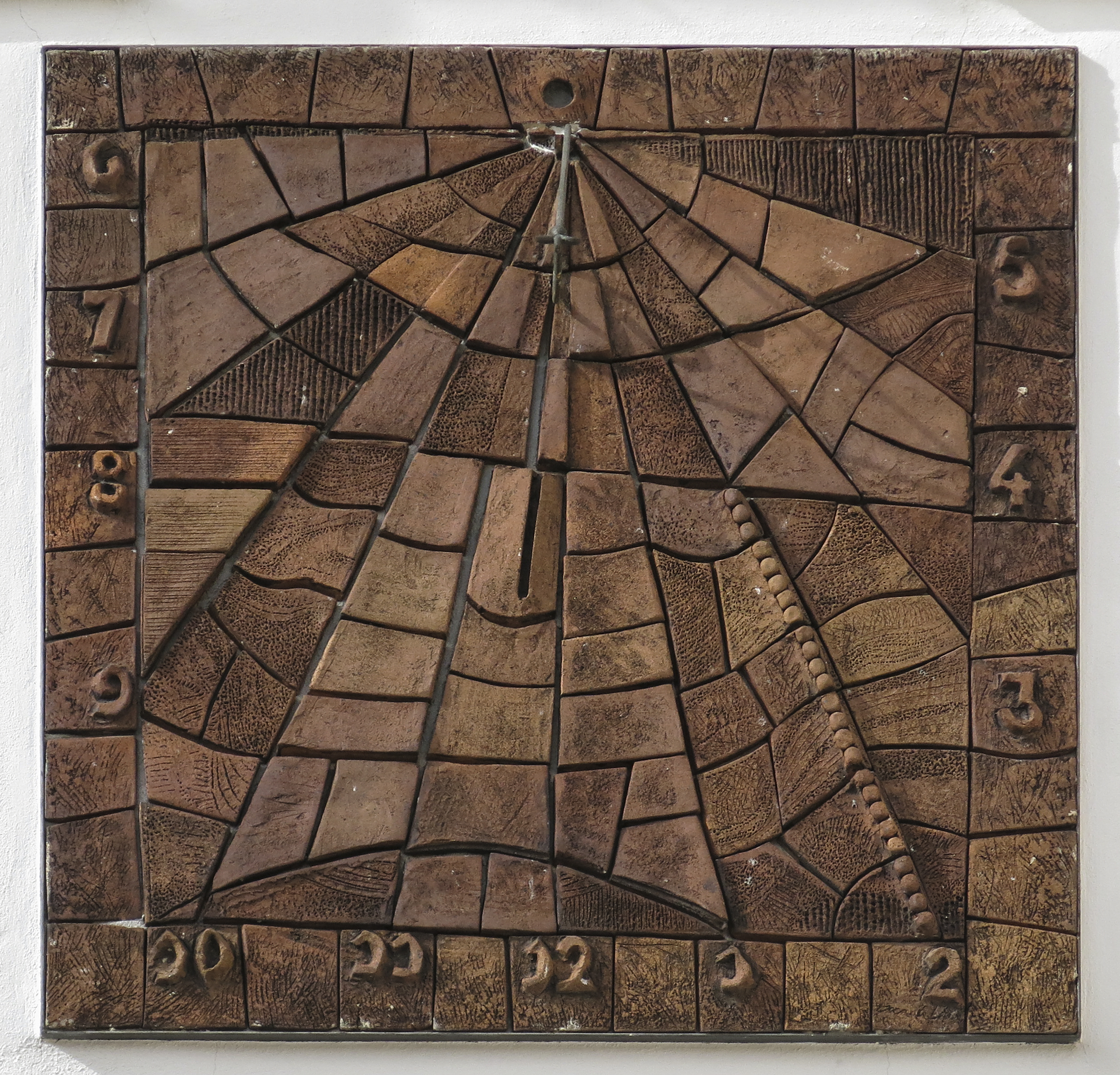
Rellotge de fang d'Arcadi Blasco
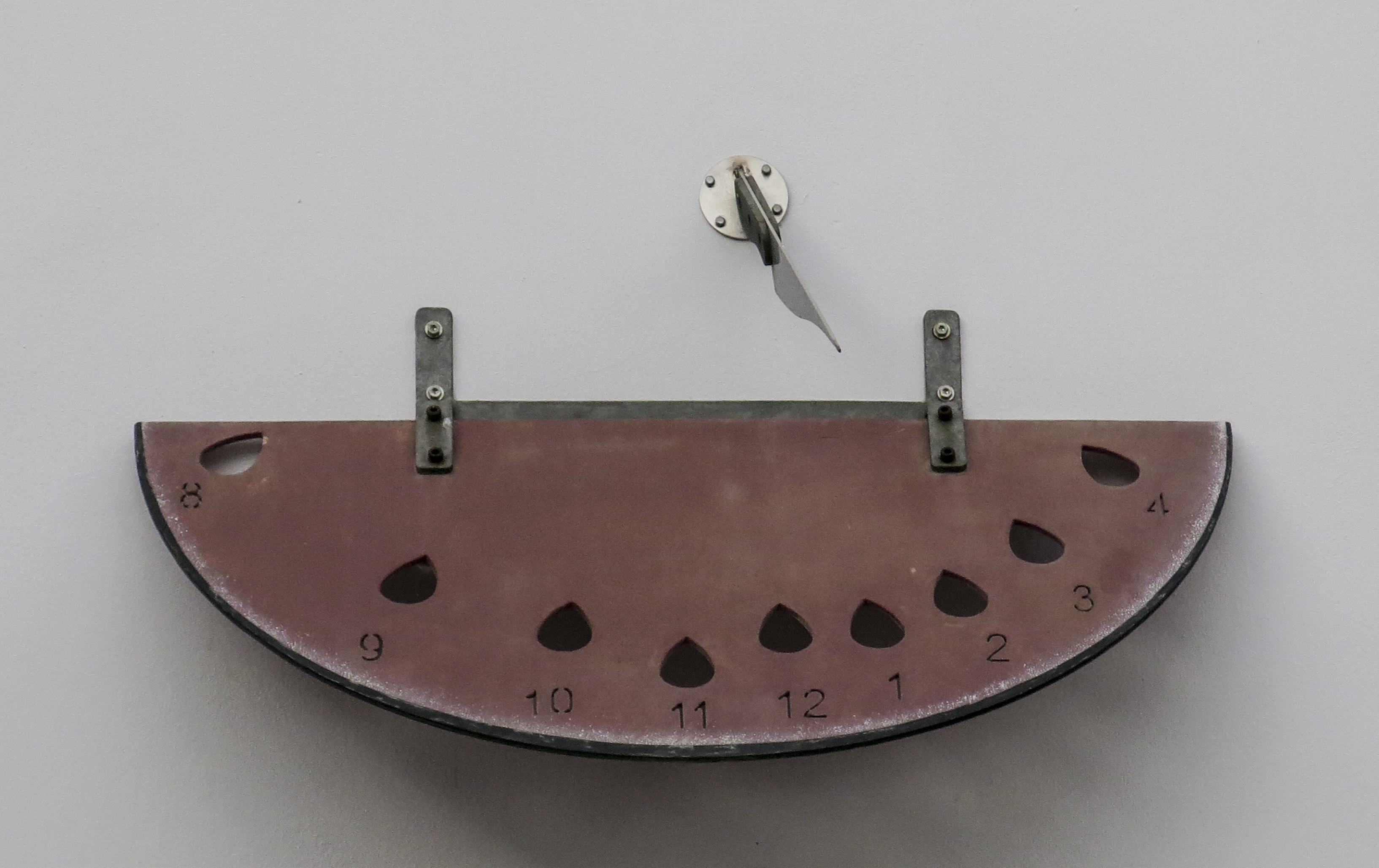
Meló Soleil d'Artur Heras i Sanz
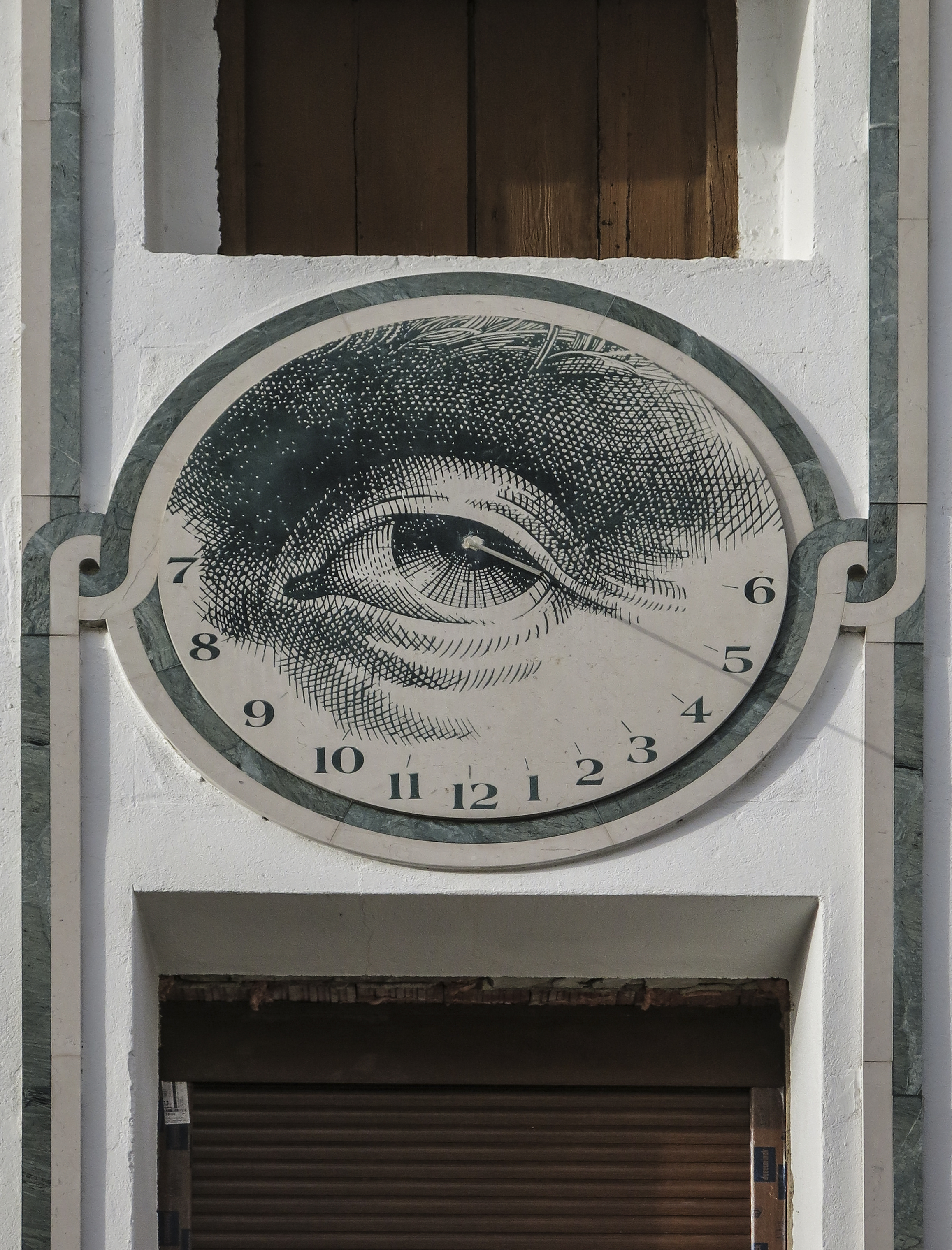
Polifem de Manuel Boix
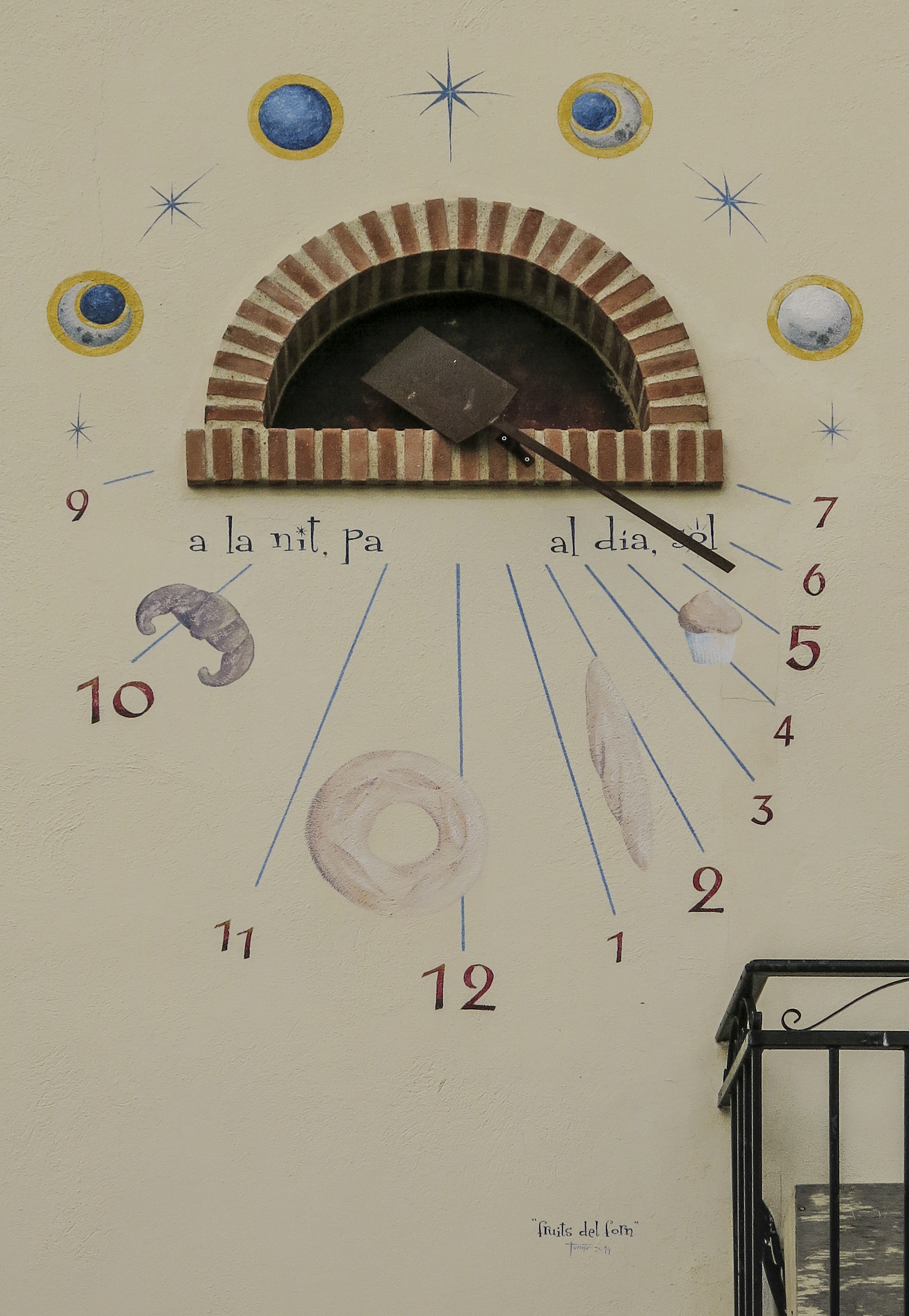
Els fruits del forn de Joanfra Tormo
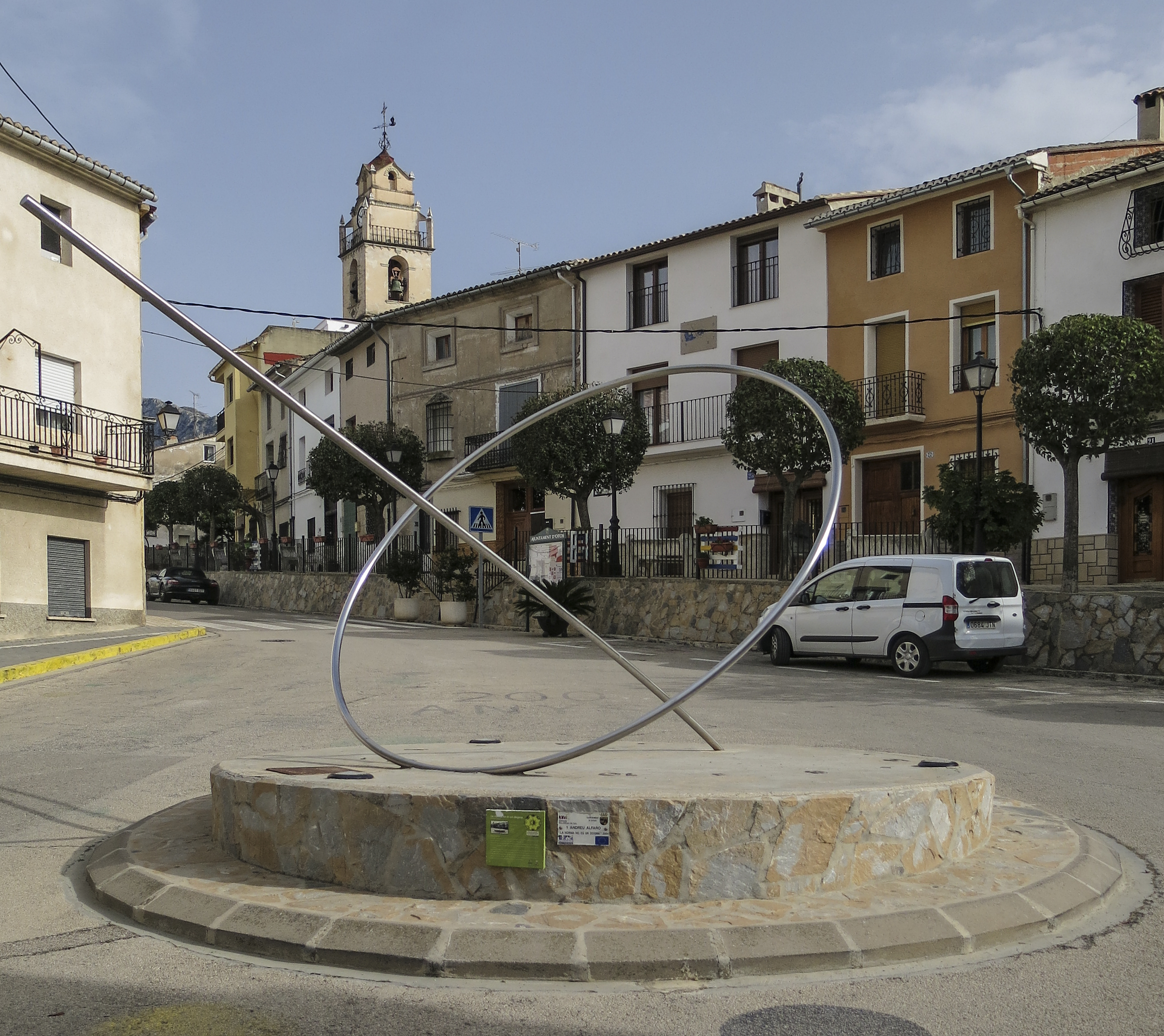
La Norma no és un dogma d'Andreu Alfaro